# کلو میره
کلو میره (به انگلیسی: Kalu Maira) یک منطقهٔ مسکونی در پاکستان است که در خیبر پختونخوا واقع شده‌است. کلو میره ۸۴۰ متر بالاتر از سطح دریا واقع شده‌است.